# William Williams (Politiker, 1821)

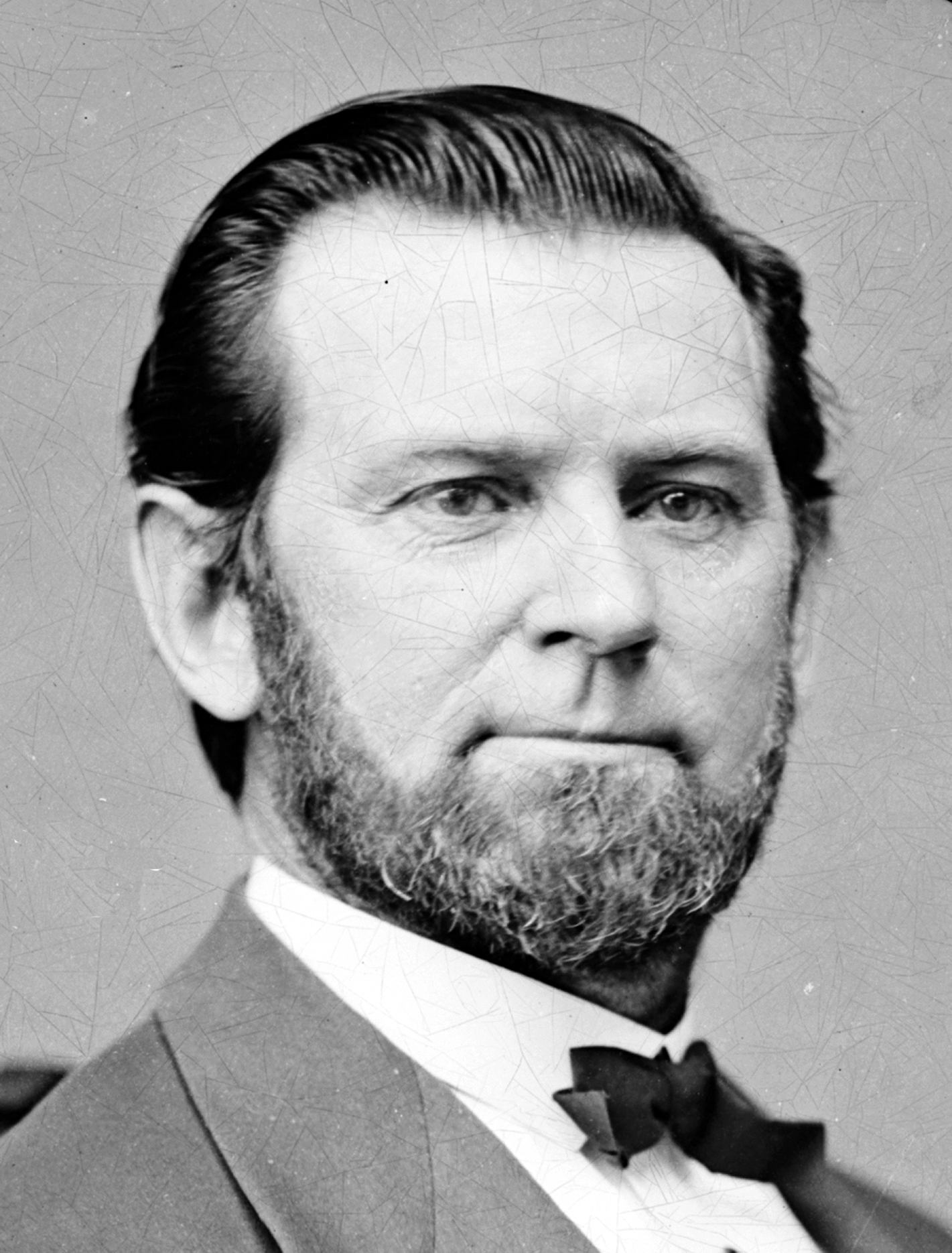
William Williams

William Williams (* 11. Mai 1821 bei Carlisle, Pennsylvania; † 22. April 1896 in Warsaw, Indiana) war ein US-amerikanischer Politiker. Zwischen 1867 und 1875 vertrat er den Bundesstaat Indiana im US-Repräsentantenhaus. Von 1882 bis 1885 war er Botschafter der Vereinigten Staaten in Uruguay.

## Leben
William Williams besuchte die öffentlichen Schulen seiner Heimat und erhielt dabei eine eher schlechte Schulausbildung. Nach einem anschließenden Jurastudium und seiner im Jahr 1845 erfolgten Zulassung als Rechtsanwalt begann er in Warsaw in diesem Beruf zu arbeiten. In den Jahren 1852 und 1853 war er Kämmerer im dortigen Kosciusko County. 1853 kandidierte er erfolglos für das Amt des Vizegouverneurs von Indiana.
In der Folge wurde Williams in der Bankenbranche und im Eisenbahngeschäft tätig. Einige Jahre lang war er Manager der Bank of Warsaw; von 1854 bis 1856 war er Präsident der Eisenbahngesellschaft Fort Wayne and Chicago Railway. Von 1859 bis 1852 leitete er das Gefängnis in Michigan City. Während des Bürgerkrieges diente Williams zwischen 1862 und 1865 im Heer der Union. Dabei kommandierte er zunächst die Garnison im Camp Allen bei Fort Wayne. Danach war er in Louisville Zahlmeister der Freiwilligeneinheiten.
Politisch war Williams Mitglied der Republikanischen Partei. Bei den Kongresswahlen des Jahres 1866 wurde er im zehnten Wahlbezirk von Indiana in das US-Repräsentantenhaus in Washington, D.C. gewählt, wo er am 4. März 1867 die Nachfolge von Joseph H. Defrees antrat. Nach drei Wiederwahlen konnte er bis zum 3. März 1875 vier Legislaturperioden im Kongress absolvieren. Seit 1873 vertrat er dort den damals neugeschaffenen 13. Distrikt seines Staates. Im Kongress war Williams von 1867 bis 1875 Vorsitzender des Ausschusses zur Kontrolle der Ausgaben des Kriegsministeriums. Bis 1869 erlebte er als Kongressabgeordneter den Konflikt zwischen seiner Partei und Präsident Andrew Johnson, der in einem nur knapp im US-Senat gescheiterten Amtsenthebungsverfahren gipfelte. In den Jahren 1868 und 1870 wurden der 14. und der 15. Verfassungszusatz ratifiziert.
1874 verzichtete Williams auf eine erneute Kandidatur. Nach seinem Ausscheiden aus dem US-Repräsentantenhaus praktizierte er wieder als Anwalt in Warsaw. Im Jahr 1882 wurde er von Präsident Chester A. Arthur zum US-Botschafter in Montevideo ernannt, wobei er zugleich für Paraguay akkreditiert war. Dieses Amt bekleidete er bis zum 14. Februar 1885. Danach kehrte er nach Warsaw zurück, wo er sich in den Ruhestand zurückzog. Dort verstarb er am 22. April 1896.